# Pusha T
Те́рренс Лева́рр То́рнтон (англ. Terrence LeVarr Thornton; род. 14 мая 1977, Бронкс, Нью-Йорк), более известный как Pusha T — американский хип-хоп исполнитель. Получил широкую известность будучи участником хип-хоп дуэта Clipse, в котором, помимо него, состоял его брат — Джин Торнтон. Осенью 2010 Pusha T подписал контракт с лейблом Канье Уэста GOOD Music, состоящим под эгидой Def Jam Recordings. Весной 2011 он выпустил свой дебютный сольный проект — микстейп Fear of God; а осенью 2013 вышел первый студийный альбом артиста под названием My Name Is My Name. Осенью 2015 Канье Уэст назначил Pusha T президентом GOOD Music. Pusha T оставался флагманским артистом лейбла до окончания своего контракта в 2022 году. В мае 2018 года выпустил третий студийный альбом Daytona, исполнительным продюсером которого стал Канье Уэст. Альбом получил высокие оценки музыкальных критиков.

## Музыкальная карьера

### 1992 — 2009: Начало карьеры, Clipse
Терренс Леварр Торнтон родился 13 мая 1977 года в Бронксе, боро Нью-Йорка. Вскоре он и его семья переехали в Верджиния-Бич, штат Виргиния. В 1992 Терренс вместе со своим братом, Джином, образуют хип-хоп дуэт Clipse. Не без помощи Фаррелла Уильямса дуэт подписывает контракт со звукозаписывающим лейблом Elektra Records, впоследствии выпустив свой дебютный студийный альбом Exclusive Audio Footage. Из двух братьев, более открытым для записи совместных треков был именно Pusha T, который сумел появиться на сингле «Good Stuff» американской певицы Келис, а также на сингле «Run Away (I Wanna Be with U)» певицы Нивеа. В 2004 братья запустили свой лейбл под названием Re-Up Records, а также создали хип-хоп группу Re-Up Gang, куда, помимо братьев, входили хип-хоп исполнители Ab-Liva и Sandman. В 2006 они обнародовали свой третий студийный, и наиболее коммерчески успешный альбом, Hell Hath No Fury, который получил высокую оценку рецензентов. В 2009, после публикации ещё одного альбома, Til the Casket Drops, братья объявили о приостановке деятельности дуэта, изъяснив, что они хотят сосредоточиться на сольных проектах.

### 2010 — 2011: Сольная карьера, GOOD Music
После того, как Pusha T подписал контракт с GOOD Music, он тут же принял участие в ряде проектов лейбла, включая пятый студийный альбом Канье Уэста My Beautiful Dark Twisted Fantasy, а именно на треке «Runaway», премьера музыкального видеоклипа которого была представлена на MTV Video Music Awards. В конце 2010 он подписал контракт с музыкальным агентством NUE Agency. Весной 2011 он выпустил свой дебютный сольный проект — микстейп Fear of God, который содержит треки и фристайл исполнителя. 31 августа Pusha T объявил о заключении сделки между ним и лейблом Def Jam Recordings. Вскоре после выхода его дебютного микстейпа, он анонсирует о выходе своего первого мини-альбома, Fear of God II: Let Us Pray. Первый сингл с EP, «Trouble on My Mind», был нелегально «слит» в интернет, а второй сингл, «Amen», был обнародован незадолго до выхода релиза. В конечном итоге EP вышел 11 ноября 2011, дебютировав на 66 месте в хит-параде Billboard 200, продав около 9 тысяч копий в первую неделю продаж.
В 2011 Pusha T сыграл роль сторонника Городской Карибской Лиги во втором сезоне американского сериала студии HBO «Как преуспеть в Америке». Вскоре после выхода своего EP, он приступил к работе над своим дебютным сольным студийным альбомом, исполнительным продюсером которого стал Канье Уэст. Ньюйоркец сообщил, что после его студийного альбома и микстейпа от хип-хоп группы Re-Up Gang, он воссоединиться со своим братом, чтобы выпустить новый альбом от Clipse. В конце 2011 британская певица Пикси Лотт опубликовала сингл «What Do You Take Me For?» к своему второму студийному альбому Young Foolish Happy, на котором появился Pusha T. Впоследствии песня стала хитом в Великобритании, дебютировав на вершине местного чарта.

### 2012 — 2014:My Name is My Name
19 октября 2011 Канье Уэст объявил о планах выпуска альбома от представителей GOOD Music под названием Cruel Summer. 6 апреля 2012 вышел главный сингл с альбома, «Mercy», на котором присутствовали Канье Уэст, Pusha T, Big Sean и южный хип-хоп артист 2 Chainz. 24 мая 2012 Pusha T опубликовал песню «Exodus 23:1», который является дисс-треком на Lil Wayne и Drake. Позже Lil Wayne ответил дисс-треком «Goulish», после чего Pusha T назвал дисс-трек Уэйна «ужасным» и добавил, что Картер не заслуживает того, чтобы он писал на него ответ. Также Pusha T принял участие в третьем сингле с альбома Cruel Summer под названием «New God Flow». Осенью 2012 Pusha T совместно с другими исполнителями, а именно с Raekwon, Джоэлом Ортисом и Дэнни Брауном сделал саундтрек «Tick Tock» к фильму «Железный кулак».
Осенью 2012 Торнтон опубликовал первый сингл со своего дебютного студийного альбома — «Pain». В день выхода сингла, журнал Spin объявил, что Pusha T перенёс дату альбома на 2013 год. Выступая в Ванкувере, артист заявил, что вскоре выпустит микстейп под названием Wrath of Caine, который станет предвестником его студийного альбома. Чуть позже, в ноябре, Торнтон назвал имя своего студийного альбома, My Name Is My Name. Зимой того же года он выпустил трек «Blocka», продюсерами которого стали Travis Scott и Popcaan.
Несмотря на то, что My Name is My Name должен был выйти в свет летом 2013, релиз в итоге был опубликован позже, осенью. Альбом получил высокие отзывы музыкальных критиков, а продажи пластинки в первую неделю составили 74 тысячи цифровых копий. Альбом продюсировали Kanye West, The Neptunes, The-Dream, Just Blaze, No I.D., Nottz, Don Cannon и Swizz Beatz. Также Pusha T изрёк, что не собирается делать долгую паузу, и поэтому он уже начал работу над своим вторым студийным альбомом, King Push.

### 2014 — 2017:King Push – Darkest Before Dawn
Летом 2014, в интервью XXL, Pusha T произнёс: «Мой следующий альбом будет моим манифестом. В прошлом году я говорил всем, что я делаю альбом года. Я действительно чувствую, что King Push оправдает все ожидания. Моя цель — выпустить лучший хип-хоп альбом года». Осенью он выпустил сингл под названием «Lunch Money», продюсером которого стал Kanye West. Вскоре, в интервью Billboard, ньюйоркец сообщил, что недавно занял пост президента лейбла GOOD Music.
Зимой Торнтон анонсировал, что его второй студийный альбом выйдет весной 2015. Когда пришло время выпускать альбом, Pusha T отсрочил выпуск альбома ещё на месяц. В итоге зимой артист выпустил альбом King Push – Darkest Before Dawn: The Prelude, который является «прелюдией» к альбому King Push. King Push – Darkest Before Dawn: The Prelude получил высочайшие рецензии критиков. Согласно BLKDMNDS, в первую неделю релиз был прослушан около 17 млн раз. 31 мая 2016 он опубликовал первый сингл с грядущего альбома «Drug Dealers Anonymous», который включает куплет от Jay-Z. Сингл был выпущен на Tidal.
В 2017 Pusha T записал совместную композицию с рок-группой Linkin Park под названием «Good Goodbye», которая вошла в седьмой студийный альбом рок-группы. В том же году он записал совместный трек с британской рок-группой Gorillaz — «Let Me Out», которая также вошла в студийный альбом британцев.

### 2018 — настоящее время:Daytona
В конце мая 2018 года он опубликовал свой третий студийный альбом Daytona, который, как ранее предполагалось, будет называться King Push. Исполнительным продюсером пластинки выдвинулся Канье Уэст. Впоследствии альбом получил высокие оценки от музыкальных критиков. Заключительным треком на Daytona стал дисс-трек на Дрэйка «Infrared», в котором Терренс обвиняет канадца в использовании услугами литературного гострайтера. На следующий день Дрэйк выпустил ответный дисс «Duppy Freestyle», на что Pusha ответил треком «The Story of Adidon».

## Личная жизнь
11 июня 2020 года Pusha T и его жена Вирджиния Уильямс стали родителями, у пары родился сын Найджел Брикс Торнтон. Имя ребенка вызвало в Интернете реакцию на то, что «Brixx» является сленговым термином для обозначения кокаина, о чем часто говорит Pusha T в своих песнях. 

## Дискография
- My Name Is My Name (2013)
- King Push – Darkest Before Dawn: The Prelude (2015)
- Daytona (2018)
- It’s Almost Dry (2022)